# САТ (ТВ емисија)
Саобраћај аутомобилизам туризам (скраћено САТ) српска је ТВ емисија о саобраћају, аутомобилизму и туризму, од којих и потиче скраћеница, која се емитује на првом каналу Радио-телевизије Србије.

## Опис
ТВ емисија емитује информације из области саобраћаја, аутомобилизма и туризма. Представља најновије аутомобиле тако што, осим хваљења, налази и замерке код њих, а бави се и испитивањем свих врста производа, од квалитета горива до поузданости делова, и откривањем нових туристичких места и патролом до атрактивних дестинација. Емисија се залаже и за безбедност саобраћаја.

## Историја
Током 1984. године, пре него што је основао емисију САТ, тадашњи уредник Телевизије Београд Драган Никитовић је затражио од Мирка Алвировића да напише прилог за телевизију, док је Алвировић даље писао за Вечерње новости а повремено се укључивао и у програм. Алвировић је добио понуду од уредника Београдског програма Сергеја Шестакова да пређе на телевизију. Поред рубрике коју је уређивао у том периоду, додељени су му прилози о војсци и полицији. Управо током 1990. године, свом уреднику је понудио петнаестоминутни блок о саобраћају, аутомобилизму и туризму, који ће постати синоним за његов каснији рад. Те године је престао да пише за Вечерње новости. Прилог који је емитован следеће 1991. године постаће посебна емисија САТ.
Након успеха прве емисије 15. децембра 1991. године, као и многих порука која је публика слала, Алвировић је наставио. Током својих јављања, обилазио је сајмове аутомобила, представљао нове аутомобиле, представљао која су упозорења за безбедност деце и старијих у саобраћају, и путовао са САТ патролом до нових туристичких места. 
Године 1993, Алвировић је позвао свог сина Младена да посете салон аутомобила у Франкфурту како би снимали емисију. 
Логотип је био на ћирилици до децембра 2001. године, када је емисија почела да се приказује на тржиштима ван Србије. Од тад је компанија SAT Media почела да ради комплетну видео продукцију у партнерству са италијанским ауто магазином QUAТTRORUOTE.
Након Алвировићеве смрти 1. априла 2018. године и сахране наредног дана, у емисији која је емитована 8. априла, Младен је са својом екипом одржао емисију у част творца САТ-а. 
Година 2020. је указала промене. Логотип који је компанија SAT Media користила до тад је промењен и поново израђен и за емисију и за часопис SAT PLUS. На музичкој продукцији је сарађивао Ренато Хенц, познати музичар и тадашњи победник Звезда Гранда (2007.), који је компоновао нову најавну и одјавну шпицу. Одјава користи музику под именом "Сигурна рок вожња" која може да се нађе на његовом каналу на Јутјубу. 
Дана 30. априла 2023. године, тим је покренуо акцију да сваке године одржи такмичење за целу публику по најбољем избору за најбољи аутомобил. Та акција је почела са називом Српски Аутомобилски Трофеј. Током припрема, редакција је додала и назив, Једини прави избор и Два жирија, једна публика.  